# 矮子月坑
矮子月坑（Shorty）是月球表面的一处地质特征，可能是陶拉斯-利特罗谷中的一座火山口。1972年阿波罗17号任务期间，宇航员尤金·塞尔南和哈里森·施密特曾到访过它。它也是着名的“橙壤”所在地，其直径约110米（120码），深达14米（15码）。
"矮子月坑深约14米。 根据我们在现场的勘查及后来的照片检查，穿透它的撞击所造成的结果依次为崩坍沉积物风化层、崩坍沉积物、玄武岩熔岩流风化层，一层覆盖在橙、黑玻璃层上的玄武岩熔岩流，接下来是橙色和黑色玻璃层、第二层玄武岩熔岩流风化层，最后，第二层玄武岩熔岩流的上面，环矮子月坑周围的喷射毯中遍布着橙色和黑色玻璃块和玄武岩巨石。" ——月球勘测轨道飞行器网站引述阿波罗17号登月舱驾驶员哈里森·施密特的叙述
矮子月坑的东面分别为胜利坑、卡米洛特月坑及阿波罗17号着陆点，东南是勃朗特月坑，而西南则分布了拉拉月坑和南森月坑。
该陨坑取名自理查·布罗提根小说《在美国钓鳟鱼》中的角色-“矮子”，同时也用以纪念具有杰罗姆·大卫·塞林格体裁风格的短篇小说。

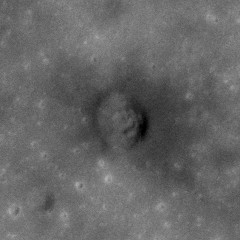
阿波罗17号全景相机照片
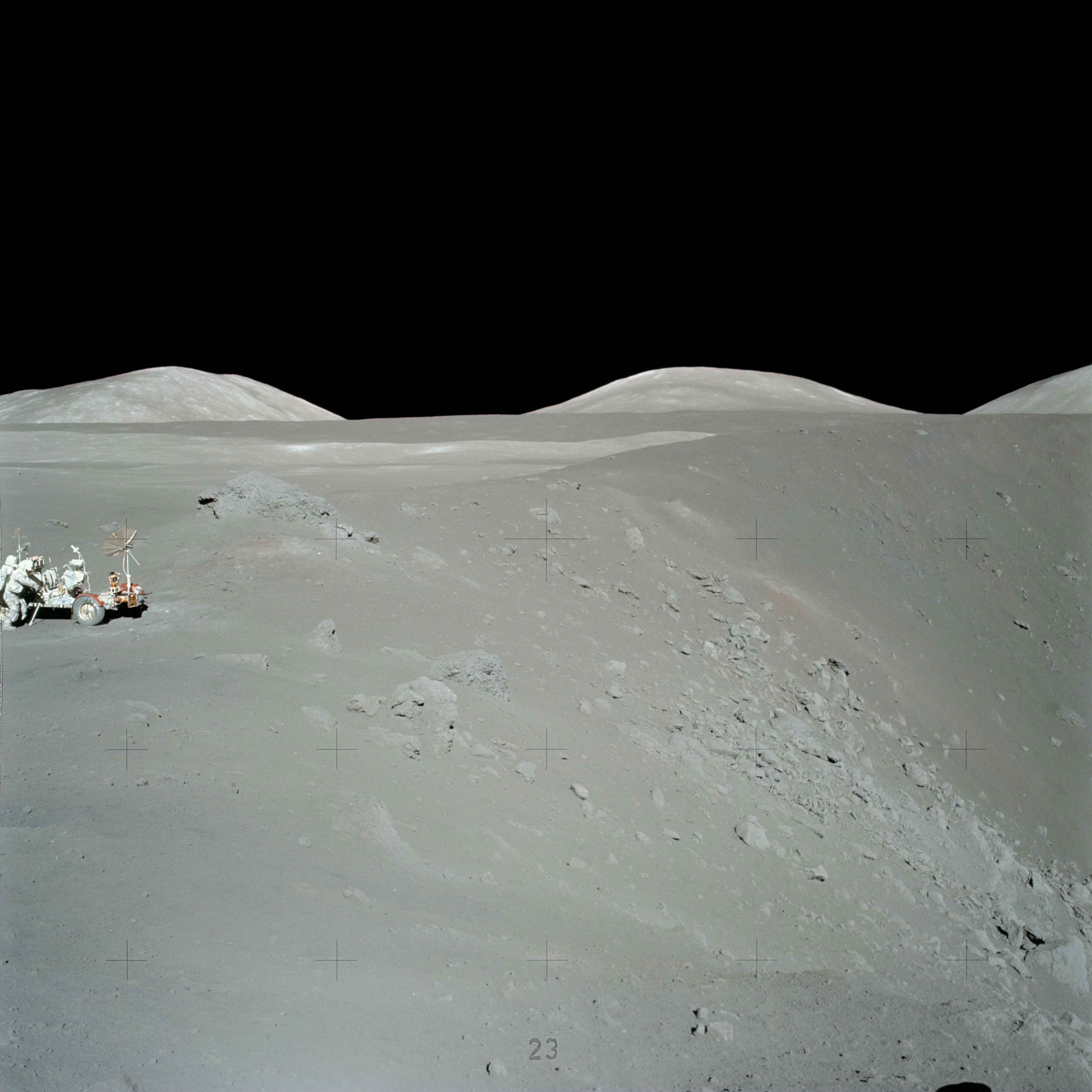
阿波罗17号登月期间对矮子月坑的探索。在陨坑边缘的小山脚下，月球车的右侧发现了橙色月壤。
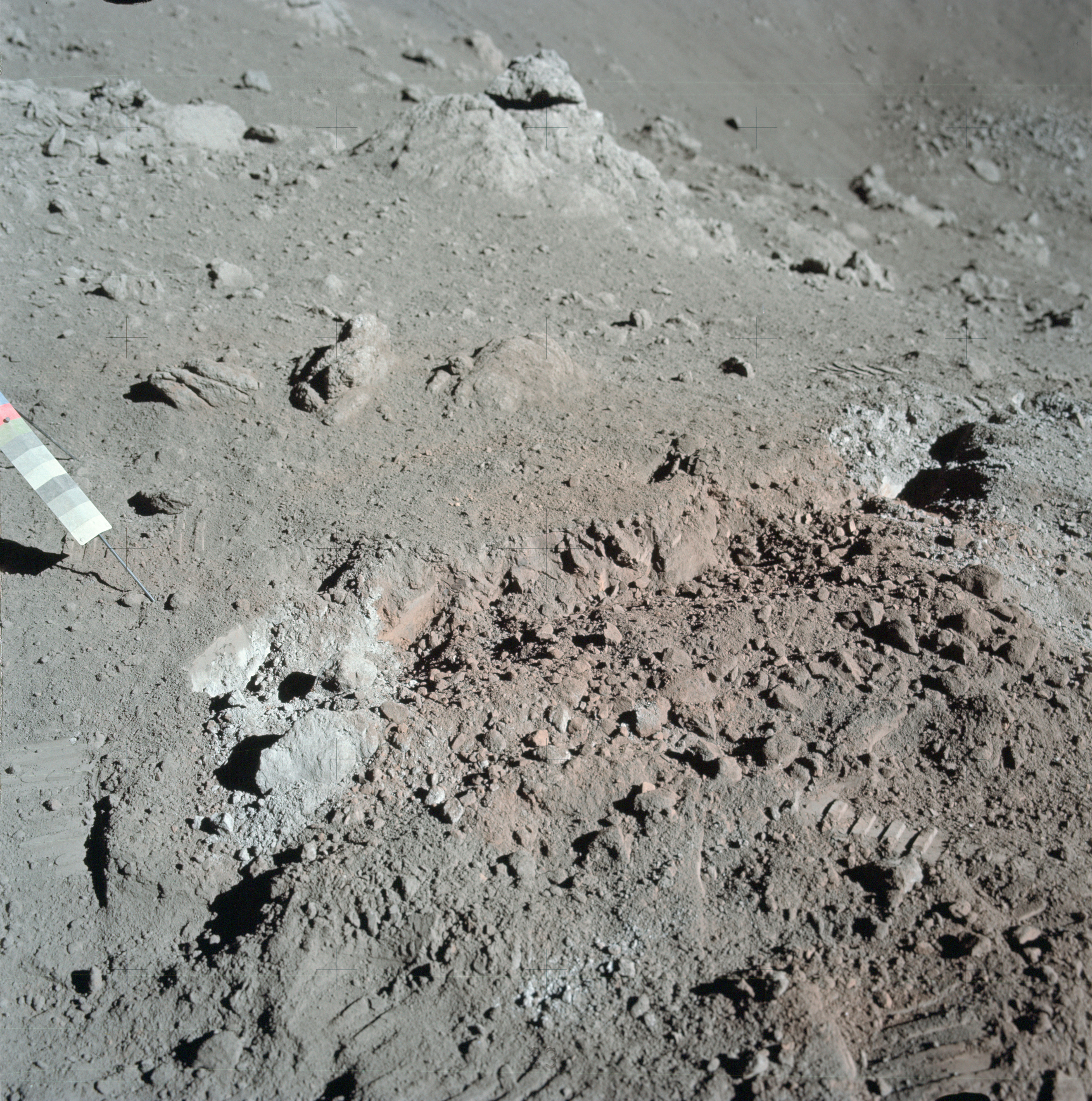
紧邻矮子月坑所发现的橙色月壤，其实是富含钛的火山碎屑玻璃。